# کولینگ (آلاباما)
کولینگ (به انگلیسی: Coaling) شهری در شهرستان تاسکالوسا ایالت آلاباما است که مساحت آن ۱۳٫۱۹ کیلومتر مربع است و در سرشماری سال ۲۰۱۰ میلادی، ۱٬۶۵۷ نفر جمعیت داشته و تراکم جمعیتی آن، ۱۲۵٫۶۳ نفر در هر کیلومتر مربع بوده است.